# Marian Błażej Kruszyłowicz

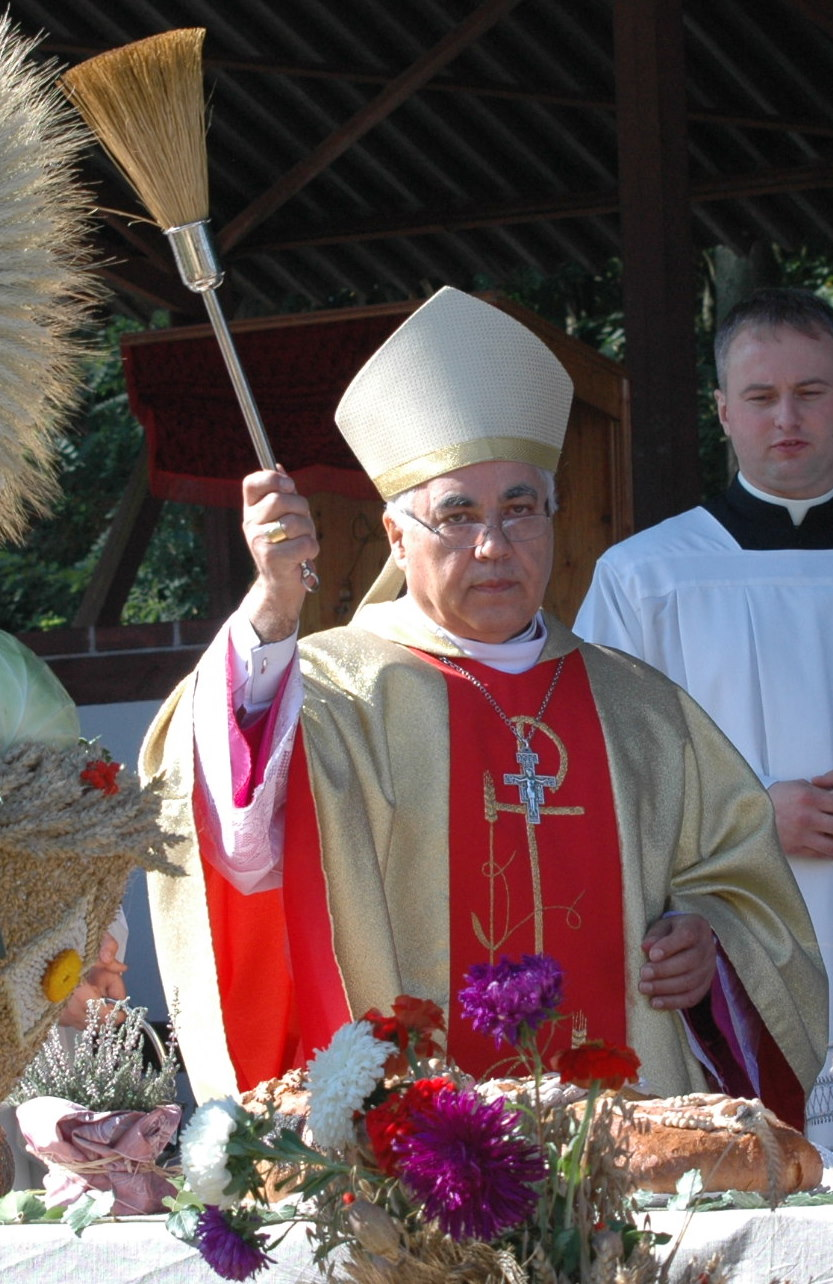
Marian Błażej Kruszyłowicz (2009)

Marian Błażej Kruszyłowicz OFMConv (* 6. Mai 1936 in Glinciškes; † 13. August 2025) war ein polnischer römisch-katholischer Ordensgeistlicher und Weihbischof in Stettin-Cammin.

## Leben
Marian Błażej Kruszyłowicz trat der Ordensgemeinschaft der Minoriten bei, legte am 31. August 1953 die erste und am 8. Dezember 1957 die ewige Profess ab. Der Weihbischof in Łódź, Jan-Wawrzyniec Kulik, spendete ihm am 7. Februar 1960 das Sakrament der Priesterweihe. 
Papst Johannes Paul II. ernannte ihn am 9. Dezember 1989 zum Titularbischof von Hadrumetum und zum Weihbischof in Stettin-Cammin. Die Bischofsweihe spendete ihm der Papst persönlich am 6. Januar des nächsten Jahres im Petersdom; Mitkonsekratoren waren die Kurienerzbischöfe Giovanni Battista Re, Substitut des Staatssekretariates, und Miroslav Stefan Marusyn, Sekretär der Kongregation für die orientalischen Kirchen.
Am 11. Mai 2013 nahm Papst Franziskus seinen altersbedingten Rücktritt an.